# Les Mystères de Midway
Les Mystères de Midway est la deuxième histoire de la série Les Aventures de Buck Danny de Victor Hubinon et Jean-Michel Charlier. Elle est publiée pour la première fois dans le journal Spirou du no 506 au no 548. Puis est publiée sous forme d'album en 1948.

## Résumé
L'histoire commence le 8 mai 1942, quelques heures après la destruction du porte-avion Lexington à la bataille de la mer de Corail. Le porte-avion Yorktown commandé par l'amiral Fletcher, endommagé mais opérationnel, se dirige alors rapidement vers Midway, à 6 000 km de sa position. Alors que Buck Danny effectue une reconnaissance à bord d'un Grumman F4F Wildcat, il est attaqué par trois Ki-61 japonais. Il réussit à détruire deux d'entre eux mais le dernier lui arrache une aile et Buck se retrouve en perdition en pleine mer. Il est capturé par une patrouille japonaise venant de Tulagi. Conduit sur la base de Guadalcanal, Buck Danny y est interrogé par le major Yamasura du "Kaodeï". Une note précise « Gestapo japonaise ». (Il semble qu'il y a une confusion avec le Kenpeitai, la police militaire japonaise.) Il est soumis à la torture en compagnie d'une infirmière américaine, Miss Holmes, mais ils s'échappent en profitant d'une attaque aérienne. Par la suite, Buck Danny et Miss Holmes s'échappent à bord d'un char léger japonais Type 95 Ha-Gō dont deux dessins illustrent la page 27. Arrivés sur la côte opposée de l'île, un planteur suédois parvient à les faire embarquer à bord d'une jonque chinoise. Mais le boy les a vendus. Un torpilleur japonais s'approche de la jonque. Il est heureusement torpillé par un sous-marin américain. Ils sont sauvés et débarqués aux îles Fidji le 17 mai 1942.
Buck arrive à rejoindre d'abord Pearl Harbour à bord d'un Boeing B-17 Flying Fortress, puis le Yorktown aux commandes d’un bombardier léger SBD Dauntless et participe à la bataille de Midway, qui se termine par la défaite des Japonais et par le naufrage du Yorktown le 7 juin 1942.
Deux épisodes de la bataille de Midway sont mentionnés. Le premier concerne le pilote Lofton R. Henderson, l'autre le lieutenant J.T. Claskin qui, lors de son appontage, tua plusieurs de ses frères d'armes : « Grièvement blessé le pilote perd connaissance et crispe accidentellement les doigts sur les commandes de feu des mitrailleuses... Une terrible rafale balaie le pont, fauchant huit des pompiers et des ambulanciers accourus au secours du malheureux !... ».

## Contexte historique
La bataille de Midway est un engagement aéronaval majeur de la Seconde Guerre mondiale opposant les forces du Japon et des États-Unis qui s'est déroulé dans les premiers jours de juin 1942 au cours de la guerre du Pacifique. La bataille fut livrée alors que le Japon avait atteint, six mois après son entrée en guerre déclenchée par l'attaque de Pearl Harbor, l'ensemble de ses objectifs de conquête. L'objectif de la bataille navale, provoquée par le Japon, était d'éliminer les forces aéronavales américaines qui constituaient une menace pour les conquêtes japonaises dans le Pacifique. Pour l'amiral Yamamoto, commandant des opérations, il s'agissait également de placer son pays dans une position de force pour négocier avec les États-Unis une paix entérinant le nouveau partage du territoire.
Le plan de l'amiral Yamamoto prévoyait d'attirer les porte-avions américains vers les forces navales japonaises en livrant un assaut aérien et terrestre contre l'atoll de Midway. Une attaque devait être menée en parallèle contre les îles Aléoutiennes. Malgré les moyens énormes mis en jeu par la marine japonaise, comprenant près de 200 unités navales dont 8 porte-avions (seulement quatre ont participé aux combats) et 12 cuirassés, cette attaque fut un échec total. Les Américains, qui avaient percé le code japonais, connaissaient les détails et le calendrier de l'opération, tandis que les Japonais furent handicapés par l'échec de leurs missions de reconnaissance puis, au moment de la bataille décisive livrée par les quatre porte-avions de l'amiral Nagumo, par la division de leurs forces en plusieurs flottes. Les quatre principaux porte-avions japonais ainsi qu'un croiseur lourd furent coulés par les aviateurs américains tandis que les pertes américaines se limitèrent au porte-avions Yorktown et à un destroyer.
Cette bataille marqua un tournant dans la campagne du Pacifique mais également dans la Seconde Guerre mondiale. Elle mit fin à la supériorité des forces japonaises dans le Pacifique : celles-ci furent particulièrement touchées par la disparition de leurs meilleures unités aéronavales parachevée peu après lors de la campagne des îles Salomon. La construction navale japonaise et un programme de formation accéléré des pilotes ne parvinrent pas à remplacer les pertes subies alors que les États-Unis augmentèrent dans le même temps et de façon considérable leur effectif de porte-avions et de pilotes d'appareils embarqués. La victoire de Midway, en réduisant la menace japonaise, permit également aux États-Unis de déployer une force navale considérable dans l'Atlantique Nord pour appuyer le front européen.

## Avions
- Grumman F4F Wildcat
- Kawasaki Ki-61 Hien  « Tony »
- Hydravion japonais quadrimoteur - Appareil fictif, synthèse du quadrimoteur monodérive Kawanishi H8K « Emily » et du bimoteur bidérive Martin PBM Mariner.
- North American B-25 Mitchell
- Kawasaki Ki-32  « Mary » - appareil similaire au Kawasaki Ki-32 « Mary » mais avec train rétractable.
- Boeing B-17E Flying Fortress
- Douglas SBD Dauntless
- « PB5Y » - désignation imaginaire pour un hydravion fictif proche du Martin PBM Mariner mais quadrimoteur.
- Consolidated PBY Catalina
- Martin B-26 Marauder
- Aichi D1A  « Susie »
- Brewster F2A Buffalo
- Kawasaki Ki-10 « Perry »
- Grumman TBF Avenger
- Curtiss SB2C Helldiver
- Aichi D3A « Val »

## Publication

### Revues
- Journal Spirou du no 506 du 25 décembre 1947 au no 548 du 14 octobre 1948.

### Album
- Dupuis novembre 1948